# Крыловский (Болховский район)
Крыловский — посёлок в составе Ямского сельского поселения Болховского района Орловской области. Население 1 человек (2010).

## География
Деревня расположена в центральной части Среднерусской возвышенности в лесостепной зоне, на севере Орловской области, в 4 километрах от города Болхова. Улица одна — ул. Лесная.
Климат
близок к умеренно-холодному, количество осадков является значительным, с осадками в засушливый месяц. Среднегодовая норма осадков — 627 мм. Среднегодовая температура воздуха в Болховском районе — 5,1 °C.

## Население
| 2010 |
| ---- |
| 1    |

Население: 9 дворов и 54 чел. (1926), 6 чел. (2000), 2 чел. (2010) (Саран 2015).
Возрастной состав
По данным администрации Ямского сельского поселения, опубликованным в 2017—2018 гг., в посёлке проживает 1 житель, пенсионного возраста
Национальный состав
Согласно результатам переписи 2002 года, в национальной структуре населения
русские составляли 62 %, украинцы 38 % от общей численности населения в 8 жителей

## Инфраструктура
Было развито сельское хозяйство. В 1944 действовал колхоз «Ленинский Путь», в 1966 — колхоз «Завет Ильича».

## Транспорт
Просёлочные дороги.